# Poecilocranaus gratiosus
Poecilocranaus gratiosus is een hooiwagen uit de familie Manaosbiidae.